# Moritz von Bissing

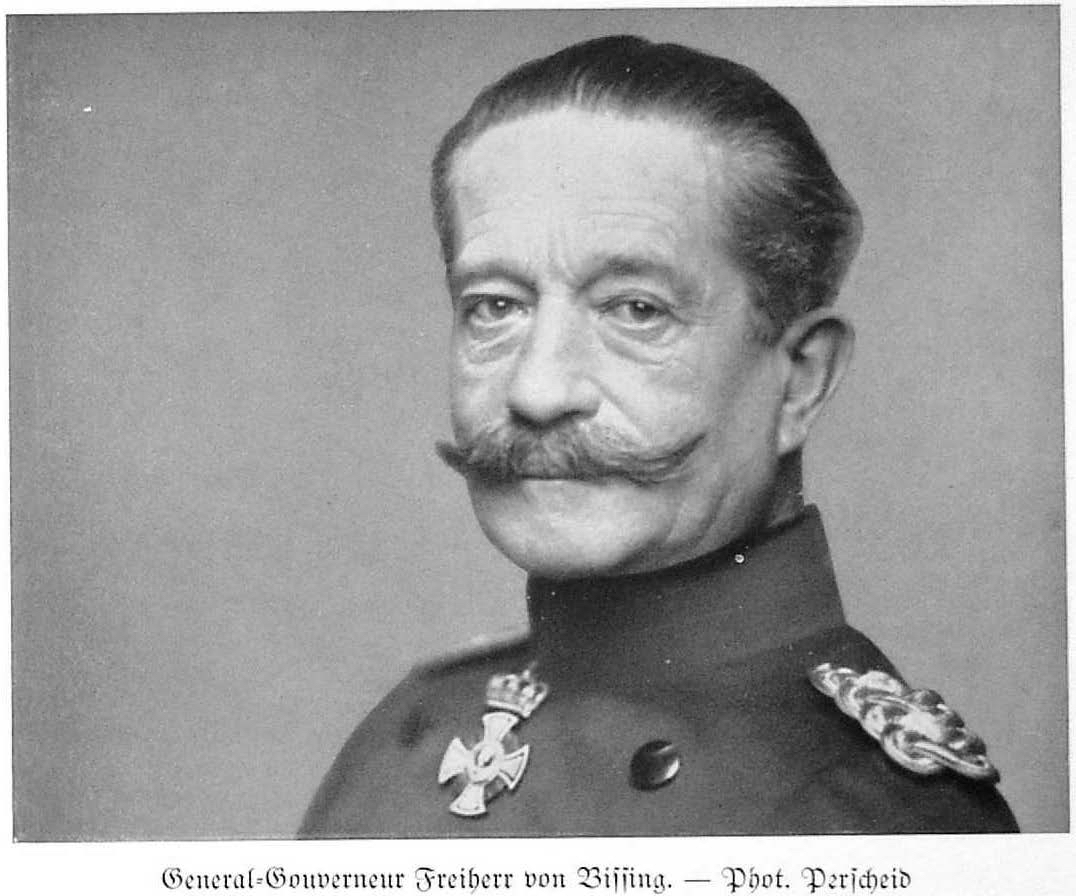
Generaloberst Moritz Freiherr von Bissing

Moritz Ferdinand Freiherr von Bissing (* 30. Januar 1844 in Ober Bellmannsdorf; † 18. April 1917 in Vilvoorde, Belgien), 1858 in den preußischen Freiherrenstand erhoben, war ein preußischer Generaloberst im Ersten Weltkrieg.

## Leben

### Familie
Moritz entstammte dem wohl aus Schwaben stammenden alten Adelsgeschlecht von Bissing. Er war der Sohn des Gutsbesitzers Moritz von Bissing (1802–1860), Herr auf den Gütern Ober- und Nieder Bellmannsdorf, und dessen Ehefrau Dorothea, geborene Freiin von Gall (1800–1847).
Der Vater war am 17. Juli 1852 in den preußischen Freiherrenstand erhoben worden. Er war der Sohn von Oberst Hans August von Bissing und seiner Ehefrau Auguste, geborene von Gröna, einer unehelichen Tochter des Fürsten Friedrich Albrecht von Anhalt-Bernburg. Die Mutter war die Tochter des preußischen Oberstleutnants, der auch als Polizeidirektor wirkte, Christian Freiherr von Gall und seiner Ehefrau Charlotte Dorothea von Reibnitz.
Bissing heiratete am 22. August 1872 in Dresden Myrrha Wesendonck (* 7. August 1851 in Zürich; † 10. Juli 1888 in München), die Tochter des Kaufmanns Otto Wesendonck (1815–1896) und der Kaufmannstochter Agnes Mathilde Luckemeyer (1828–1902), die später unter dem Namen Mathilde Wesendonck – Mathilde nannte sie ihr Ehemann – als Schriftstellerin und Freundin Richard Wagners bekannt wurde. Der Sohn aus dieser Ehe war:
- Friedrich Wilhelm von Bissing (1873–1956), der spätere Ägyptologe

Nach dem Tod seiner ersten Frau heiratete er im Jahr 1890 in Plaue/Havel Alice Gräfin von Königsmarck (* 24. Oktober 1867), eine Tochter des Grafen Carl von Königsmarck. Aus dieser Ehe stammen folgende Kinder:
- Wilhelm Moritz (* 1891) ⚭ 1918 Marie von Radetzky-Mikulicz (* 1891)
- Marie-Elisabeth (* 1896)
- Joseph-Wilhelm (* 1900)

### Militärische Laufbahn

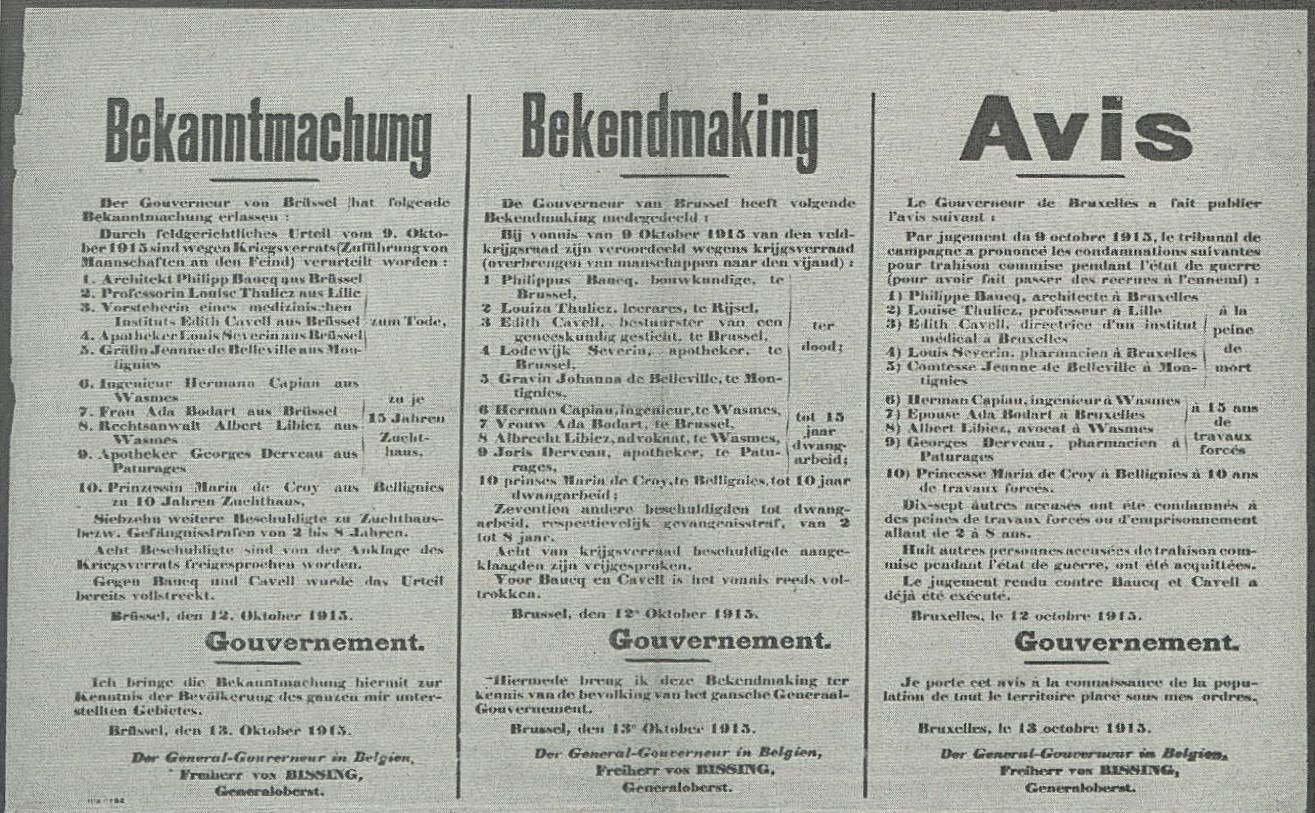
Bekanntmachung (1915)

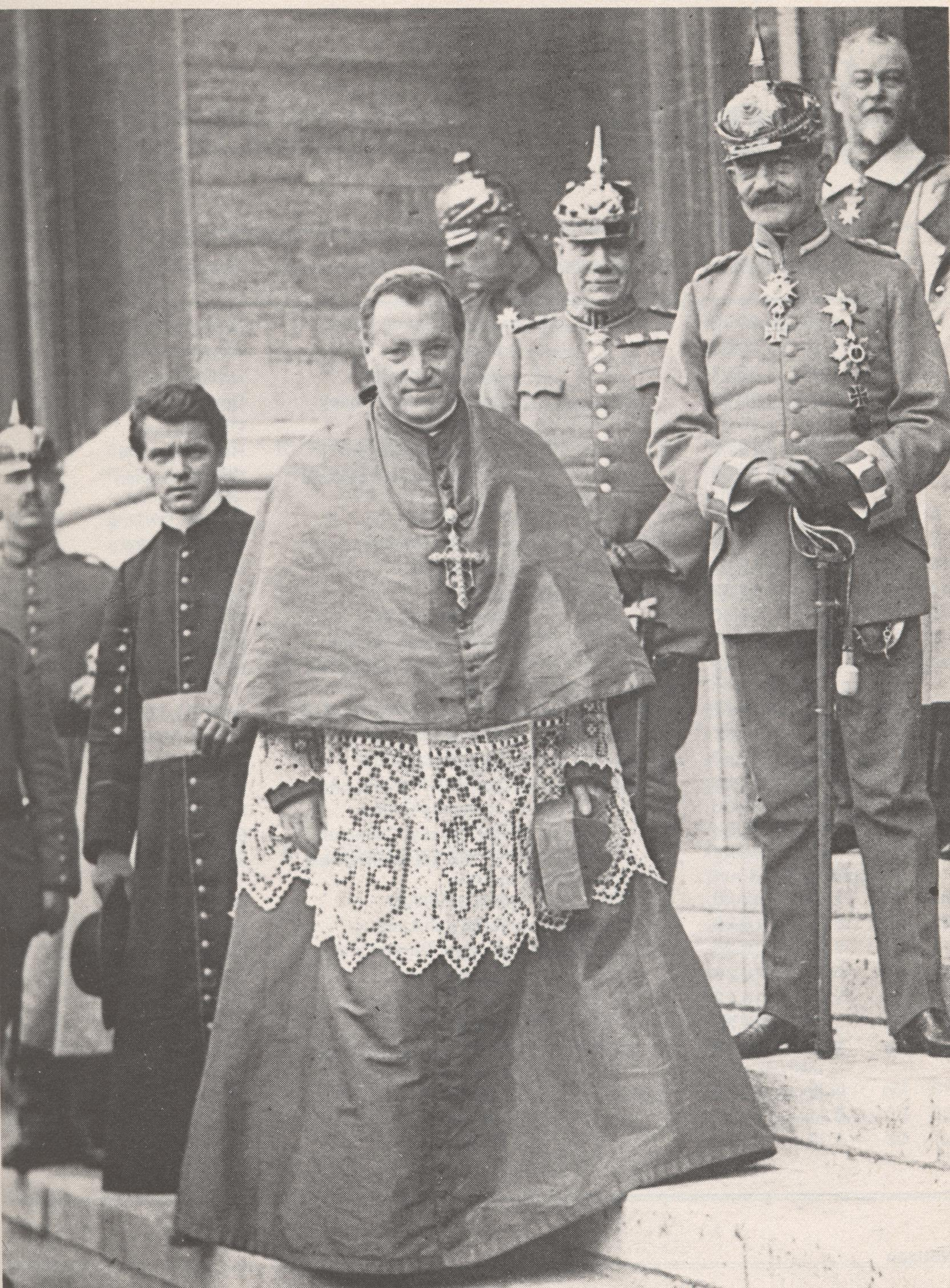
Der bayerische Feldpropst Kardinal Bettinger, 1916 vor der Kathedrale von Brüssel. Links sein Sekretär Michael Buchberger, ganz rechts Freiherr Moritz von Bissing, Generalgouverneur von Belgien

Im Jahr 1865 wurde Bissing Sekondeleutnant, 1882 diente er als Rittmeister im Königs-Husaren-Regiment (1. Rheinisches) Nr. 7 in Bonn und kam 1883 in den Generalstab. 1887 wurde er persönlicher Adjutant des Prinzen Wilhelm, 1888/89 nach dessen Regierungsantritt diensttuender Flügeladjutant. vom 20. Mai 1893 bis zum 31. August 1894 kommandierte Bissing die 4. Garde-Kavallerie-Brigade, stieg zwischenzeitlich zum Generalmajor auf, übernahm das Kommando der 29. Division am 1. September 1897 und avancierte bis 27. Januar 1902 zum General der Kavallerie. Vom 18. Mai 1901 bis zum 11. Dezember 1907 war Bissing Kommandierender General des VII. Armee-Korps in Münster. Anschließend wurde er in Genehmigung seines Abschiedsgesuches mit der gesetzlichen Pension zur Disposition gestellt.
Ab 1908 lebte er im Ruhestand auf Gut Rettkau bei Groß Gräditz im Landkreis Glogau (Niederschlesien), wo er sich der Wohlfahrts- und Jugendpflege widmete. Mit Ausbruch des Ersten Weltkriegs wurde Bissing als z.D.-Offizier reaktiviert und fungierte zunächst vom 2. August bis zum 23. November 1914 als Kommandierender General des Stellvertretenden Generalkommandos des VII. Armee-Korps, und im Dezember 1914 als Generaloberst à la suite des Regiments der Gardes du Corps.
Kaiser Wilhelm II. ernannte den 70-jährigen Bissing am 24. November 1914 zum Generalgouverneur für das deutsche General-Gouvernement Belgien, den Regierungschef des besetzten Belgiens. Er trat die Nachfolge von Generalfeldmarschall Colmar von der Goltz an. Bissing regierte nach der Eroberung Belgiens, die mit zahlreichen Kriegsverbrechen der deutschen Militärs gegenüber der Zivilbevölkerung einhergegangen war, ziemlich rigoros. Am 1. Januar 1915 verbot er die Verlesung des Hirtenbriefs des Kardinals Mercier, der kritische Worte gegen die Deutschen in seinem vorgesehenen Text hatte. Seine Brutalität zeigte sich auch darin, dass er das am 11. Oktober 1915 in Brüssel ergangene Todesurteil gegen die britische Krankenschwester Edith Cavell für angemessen hielt und es bestätigte. Cavell hatte nach der Besetzung Belgiens vor der Verhaftung untergetauchte, verwundete alliierte Soldaten heimlich in ihrem Krankenhaus gesundgepflegt, und ihnen anschließend zur Flucht in die Niederlande und nach Großbritannien verholfen. Zudem genehmigte Bissing die Hinrichtung Gabrielle Petits am 1. April 1916. Petit hatte militärische Geheimnisse an die Alliierten verraten. Ein weiteres Beispiel ist die Hinrichtung Omèr Lefèvres, eines Telegraphenarbeiters, am 15. Mai 1916. Es gab Plünderungen und Deportationen. 120.000 belgische Bürger wurden zur Zwangsarbeit nach Deutschland geschickt, 3600 von ihnen starben in Deutschland.
Bissing beförderte außerdem die Teilung Belgiens im Rahmen der Flamenpolitik in flämische und wallonische Gebiete. Deutschfreundliche Propaganda unter der flämischen Mehrheit in Belgien sollte in der Bevölkerung die Sympathie für Deutschland wecken, damit die flämischen Gebiete nach dem Krieg dem Reich angegliedert werden konnten. Damit wurde der belgische Staat gespalten und geschwächt.
Im April 1917 musste Bissing wegen eines Lungenleidens seinen Brüsseler Posten aufgeben und starb wenige Tage später. Von 1910 bis zu seinem Tod im April 1917 war er Mitglied des Preußischen Herrenhauses. Bissing wurde auf dem Invalidenfriedhof zu Berlin beigesetzt. Das Grab ist nicht erhalten. Am Sarg des Generalobersten hielt der damalige Garnisonspfarrer in Belgiens Hauptstadt Brüssel, Paul Le Seur, eine Trauerrede.
Bissing war Gründer des „Verein Mustersiedlungen für Kriegsbeschädigte“. Im Jahr 1916 stiftete Bissing aus der Stiftung des Grafen Spee, die ihm zuvor übereignet worden war, ein Gelände aus dem Eigentum des Grafen. Auf diesem Gelände sollte die Siedlung Rheinisch-Bissingheim entstehen. Etwa zur gleichen Zeit begann der Bau der Siedlung Bissingheim in Hagen. Im Zuge der Eingemeindungen in Hagen wurde der Bissingheimer Damaschkehof in Bissinghof umbenannt.

## Schriften
- Massen oder Theilführung der Kavallerie. E.S. Mittler & Sohn, Berlin 1900.
- Kavallerie in der Vorbewegung, Verfolgung und Aufklärung. in: „Militär-Wochenblatt No. 10“, Seite 279f., Berlin 1902.
- Dinant. Eine Denkschrift.(Bearbeitet im Jahre 1916). Roland-Verlag, München 1918.

## Ehrungen

### Orden und Ehrenzeichen
- Schwarzer Adlerorden mit der Kette[6]
- Großkreuz des Roten Adlerordens mit Krone[6]
- Kronenorden I. Klasse mit Schwertern am Ringe[6]
- Stern der Komture des Königlichen Hausordens von Hohenzollern[6]
- Eisernes Kreuz (1870) II. Klasse[6]
- Preußisches Dienstauszeichnungskreuz[6]
- Großkreuz des Ordens vom Zähringer Löwen[6]
- Bayerischer Militärverdienstorden II. Klasse[6]
- Komtur II. Klasse des Ordens Heinrichs des Löwen[6]
- Ehrenkreuz I. Klasse des Lippischen Hausordens[6]
- Großkomtur des Greifenordens[6]
- Großkreuz des Albrechts-Ordens mit Schwertern am Ringe[6]
- Ritterkreuz II. Klasse des Herzoglich Sachsen-Ernestinischen Hausordens mit Schwertern[6]
- Ritter I. Klasse des Friedrichs-Ordens mit Schwertern[6]
- Offizier des Belgischen Leopoldsorden[6]
- Komtur I. Klasse des Dannebrog-Ordens[6]
- Großkreuz des Ordens der Heiligen Mauritius und Lazarus[6]
- Großoffizier des Ordens der Krone von Italien[6]
- Großoffizier des Ordens von Oranien-Nassau[6]
- Orden der Eisernen Krone II. Klasse[6]
- Komtur mit Stern des Franz-Joseph-Ordens[6]

### Ehrendoktorat
- 2. Dezember 1915: Ehrendoktorwürde der Westfälischen Wilhelms-Universität zu Münster (Dr. rer. pol. h. c.)

### Sonstige Ehrungen
- In einem Kirchenfenster der St. Pankratius-Kirche zu Buldern, das 1905 während einer Einquartierung von den Offizieren des 4. Kürassier-Regiments aus Münster gestiftet wurde, ist Bissing im Fensterbogen als heiliger St. Mauritius abgebildet (1905).
- Wohl im Zuge seiner Verabschiedung aus dem aktiven Militärdienst in Münster wurde er zum Ehrenmitglied in der „Turngemeinde Münster“ ernannt (19. Februar 1908).
- Er wurde postum Namensgeber der Siedlung Bissingheim in Duisburg in Anerkennung seiner Unterstützung („Bissing-Stiftung“, Berlin) (1920).
- Nach ihm wurde in Berlin-Tiergarten die Straße „Bissingzeile“ benannt (7. November 1936).

Myrrha Wesendonck, spätere Freifrau von Bissing
Bekanntmachung des Generaloberst und Generalgouverneurs Moritz Freiherr von Bissing vom 20. April 1915 in Brüssel
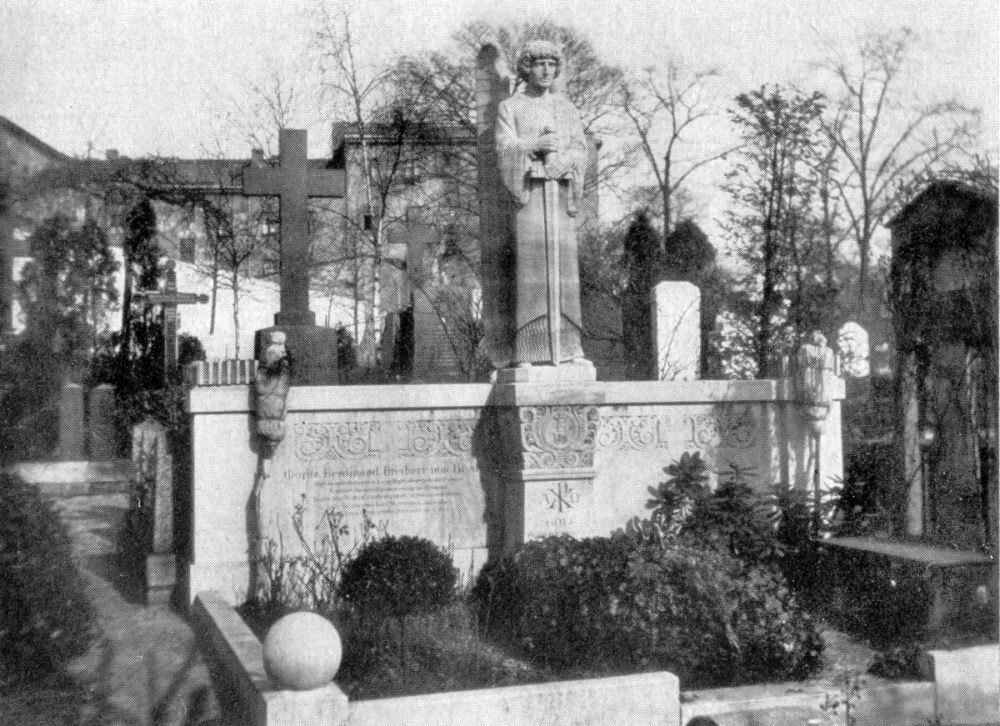
Grabmal auf dem Invalidenfriedhof (zerstört)